# Женская сборная Мексики по хоккею на траве
Женская сборная Мексики по хоккею на траве (англ. Mexico women's national field hockey team) — женская сборная по хоккею на траве, представляющая Мексику на международной арене. Управляющим органом сборной выступает Федерация хоккея на траве Мексики (исп. Federacion Mexicana de Hockey).
Сборная занимает (по состоянию на 1 января 2015) 28-е место в рейтинге Международной федерации хоккея на траве (FIH).

## Результаты выступлений

### Чемпионат мира
- 1974 — 10-е место
- 1976 — 7-е место
- 1978 — не участвовали
- 1981 — 11-е место
- 1983—2014 — не участвовали

### Мировая лига
- 2012/13 — не участвовали
- 2014/15 — ?? место (выбыли во 2-м раунде)

### Панамериканские игры
- 1987 — не участвовали
- 1991 — 4-е место
- 1995 — не участвовали
- 1999 — 7-е место
- 2003—2007 — не участвовали
- 2011 — 6-е место
- 2015 —

### Панамериканский чемпионат
- 2001 — 6-е место
- 2004 — не участвовали
- 2009 — 6-е место
- 2013 — 5-е место

### Чемпионат мира (индорхоккей)
- 2003 — 12-е место
- 2007—2015 — не участвовали